# Distretto di Mazowe
Il Distretti di Mazowe è un distretto degli 8 distretti che compongono la Provincia del Mashonaland Centrale, in Zimbabwe. Ha una popolazione di 293.363 abitanti e una superficie di 4.354 Km², non ha un capoluogo ben definito ma ci sono piccole città emergenti come Mazowe.

## Demografia
| Anno (Censimento) | Popolazione     |
| ----------------- | --------------- |
| 2002              | 186.831         |
| 2012              | 233.450 (+2,3%) |
| 2022              | 293.363 (+2,4%) |